# Christoph Luger
Christoph Luger (* 16. April 1957 in Bregenz) ist ein österreichischer Maler und Grafiker.

## Leben und Werk
Christoph Luger studierte von 1976 bis 1981 an der Akademie der bildenden Künste Wien bei Maximilian Melcher und Josef Mikl. Er lebt und arbeitet in Wien.
Die künstlerischen Essenzen, die sich im Werk des Malers Christoph Luger finden, beziehen sich sowohl auf prähistorische, antike und mittelalterliche Wandmalerei als auch auf die Bildkonzepte der amerikanischen Colorfield Painter. Luger hat aus diesem künstlerischen Erbe seit etwa Mitte der 80er Jahre ein eigenständiges, unverwechselbares und vielfältiges Œuvre entwickelt.
Der Künstler verwendet ausschließlich Papier und Leimfarben. Die beidseitig kreidegrundierten Papierbahnen werden mit einem Tucker an den Atelierwänden fixiert. Seit 1998 folgt Luger einem strikten Arbeitsritual, das jeweils am Freitagabend mit der Fertigstellung des Wochenbildes – nach tagelangen intensiven Vorbereitungsarbeiten – endet.
Seit 2006 arbeitet er stets 12 Wochen hindurch an Wochenbildern mit durchgehend festgelegten Parametern.
Mit lasierenden Farbbalken, manchmal auch geometrischen Farbflächen und älteren Werkfragmenten segmentiert er die oftmals meterlangen Papierbahnen, die sich allmählich in eine pastellig-sphärische Anmutung verwandeln. Die zahlreichen Verletzungen, die das Trägermaterial Papier durch die intensiven Bearbeitungsprozesse erleidet – Abschürfungen an der Oberfläche, Risse und Perforationen – wirken wiederum der illusionistischen Räumlichkeit entgegen, indem sie den Objektcharakter des Kunstwerks hervorheben.
Christoph Lugers Arbeitsweise ist die eines zeitgenössischen Freskenmalers, der sein Werk nach dessen Vollendung vom Entstehungsort ablöst und in eine neue Bildwirklichkeit, ja Bildkategorie, transformiert.

## Auszeichnungen
- 1985: Preisträger Geist und Form
- 1990: Otto-Mauer-Preis
- 1981: Romstipendium
- 2001: Krumaustipendium
- 2009: Chinastipendium
- 2024: Pfann-Ohmann-Preis[1]

## Einzelausstellungen (Auswahl)
- 1983 Theseustempel im Volksgarten, Wien
- 1992 Galerie allerArt, Bludenz
- 1998 Investkredit, Wien
- 1999 Atelier Westbahnstraße, Wien
- 2001 Semperdepot, Wien
- 2002 Jesuitenkirche Wien: „Position: Gegenwart“
- 2003 Galerie Sauruck, Wien
- 2004 Galerie Sauruck, Graz
- 2004 gugler forum melk, Pielach
- 2005 Kulturhaus Bruckmühle, Pregarten
- 2006 Galerie Arthouse, Bregenz,
- 2008 Galeria Krypta u Pijarów, Krakau
- 2009 Künstlerhaus Palais Thurn und Taxis, Bregenz
- 2010 Galerie ars videndi, Pfaffenhofen / Deutschland
- 2011 Künstlerhaus, Wien (Projekt Serendipity)
- 2012 Künstlerhaus, Wien, Hausgalerie
- 2012 St. Peter an der Sperr, Wr. Neustadt
- 2013 Buchhandlung Ortner2
- 2013 Icon Galerie, Linz
- 2014 Bildraum 07, Wien
- 2018 Galerie Maximilian Hutz, Lustenau / Hard
- 2019 Johanniterkirche, Feldkirch

## Gruppenausstellungen (Auswahl)
- 1990 Projektraum des WUK, Wien
- 1991 Künstlerhaus Palais Thurn und Taxis, Bregenz
- 1992 Kunsthalle Exnergasse, Wien
- 1993 Schloss Wolkersdorf
- 1994 De Markten, Brüssel
- 1994 Castello di San Giusto, Triest
- 1997 Galerie im Amerlinghaus, Wien
- 1998 Akademie der bildenden Künste, Wien (Otto Mauer Preis 1981–1998)
- 1999 Heizhaus Stammersdorf, Wien
- 2001 Künstlerhaus Palais Thurn und Taxis, Bregenz
- 2001 NÖ Dokumentationszentrum für moderne Kunst, St. Pölten
- 2001 Egon Schiele Art Centrum, Krumau
- 2002 Museum auf Abruf, Wien
- 2003 Centrum Sztuki Solvay, Krakau
- 2003 Parlament, Säulenhalle, Wien (Positionsbestimmung zeitgenössischer Vorarlberger Kunst)
- 2004 St.-Anna-Kapelle, Passau (Sammlung Riedl: Seitenwechsel)
- 2005 Sammlung Essl, Klosterneuburg (Emerging Artists)
- 2006 Kunstforum Bank Austria, Tresorraum, Wien (Abstract Papers)
- 2007 Kulturhaus Bruckmühle, Pregarten
- 2008 Guangzhou und Beijing (Künstler aus Österreich in China)
- 2009 Ningbo Museum of Art, Ningbo / China
- 2011 Museum Liaunig, Neuhaus / Suha
- 2013 Galerie Lindner, Wien
- 2013 Künstlerhaus Wien, Neuhaus / Suha

## Publikationen
- Wände. Ausstellungskatalog, 1990.
- Christoph Luger im Semperdepot. Ausstellungskatalog, Wien 2001.
- Christoph Luger. Malerei. Anlässlich der Ausstellung im Gugler-Forum Melk, 11. Februar – 13. August 2004. Texte von Eva Maria Bechter, Gustav Schörghofer SJ und Florian Steininger. Melk 2004.
- Arbeiten 2006–2008. Text von Gerhard Zeillinger. Wien 2008.

## Filme
- Alles ist Wand. Ein Film von Martin Kaltner über den Künstler Christoph Luger, 2008.